# South by Southwest
South by Southwest (afgekort tot SXSW) is een festival dat sinds 1987 jaarlijks in de lente wordt gehouden in Austin (Texas) in de Verenigde Staten. Het festival draait om muziek-optredens, film, interactieve media, tentoonstellingen en educatieve bijeenkomsten. Het zwaartepunt bij de muziek ligt vooral op onafhankelijke muziek. Er treden jaarlijks ongeveer 1500 bands en artiesten op. 
In de beginjaren kende SXSW uitsluitend muzikale optredens. In 1994 breidde het festival uit naar film en interactieve media.
Jaarlijks ondersteunt het Muziek Centrum Nederland een selectie van Nederlandse artiesten in hun deelname aan het festival. 

## Nederlandse artiesten op SXSW
- 2004: Heideroosjes
- 2008: Hospital Bombers
- 2009: Lucky Fonz III, The Moi Non Plus, Pete Philly, MONOKINO
- 2010: Venus Flytrap, The Black Atlantic, Elle Bandita, C-mon & Kypski
- 2011: Death Letters, Go Back to the Zoo, The Black Atlantic
- 2012: Go Back to the Zoo, I Am Oak, DOPE D.O.D., Nobody Beats the Drum, DJ Mason
- 2024: Library Card

## Belgische artiesten op SXSW
- 2007: Busty Duck
- 2010: Drive Like Maria, Freaky Age, Sound of Stereo, The Experimental Tropical Blues Band
- 2012: Milow, Baloji, Balthazar, Netsky
- 2016: Woodie Smalls
- 2017: Buscemi